# Божидар Аџија
Божидар Аџија (Дрниш, 24. децембар 1890 — Загреб, 9. јул 1941) био је правник, политичар и публициста и народни херој Југославије. Сматра се зачетником марксистичке социологије у Југославији.

## Биографија
Рођен је 24. децембра 1890. године у Дрнишу, од оца Хрвата и мајке унијаткиње (Јела Дерета). Његов старији брат, Никола, био је начелник дрнишке општине.
По завршетку основне школе уписао се у сплитску гимназију. Због учествовања у демонстрацијама и активности у разним школским организацијама, морао је да напусти Сплит, па је прешао у Задар, где је завршио гимназију и трговачку академију. Привучен Масариком, студирао је у Прагу, где је докторирао право 24. јула 1914. године. По повратку у родни крај, није стигао да се запосли, јер је мобилисан због избијања Првог светског рата. Одмах након завршетка Првог светског рата, у Дрнишу је 1918. постао повјереник за социјалну политику код Земаљске владе у Загребу, а затим и у радничкој комори у Загребу, што му је омогућило да добро упозна социјалне проблеме. Изабран је за члана Народног већа СХС-а.
Након италијанске окупације појединих делова Далмације, Аџија је прешао у Загреб и тамо успоставио везу са тамошњим социјалистима. На конференцији Социјалдемократске странке Хрватске и Славоније, 26. и 27. јуна 1919. године, био је изабран у Главни одбор странке. Као социјалдемократа активно се бавио политиком, писао је у штампи, уређивао листове и часописе, издавао брошуре.
Био је уредник листа Слобода те повереник за социјалну политику Земаљске владе, али је поднео оставку. Запоставио је страначку политику и бавио се заштитом, осигурањем, образовањем и синдикалним организовањем радника. Од оснивања Савеза банковних чиновника Југославије 1922, био је четири године главни секретар, а затим начелник социјалног осигурања СУЗОР-а у Загребу. Оснивач је Радничке читаонице и библиотеке 1926/27. године.
Независно од политичких дужности и идеолошких размирица, увек је уз конкретна радничка права, те покретач низа активности загребачке Радничке коморе, један од првих који је упозоравао на фашистичку опасност, остајући изван ортодоксне комунистичке идеологије. Аутор је бројних стручних и популарних студија и брошура из филозофског, политичког, економског, социолошког и других подручја. Писао је о проблемима социјалне политике и радничког законодавства, о значајним личностима из историје радничког покрета, о темама из теорије и праксе социјалистичких партија, о актуелним политичким проблемима, посебно спољно-политичким, о руској револуцији, о југословенско-совјетским односима, о фашизму и национал-социјализму.
После петомајских избора 1935, радио је на стварању Јединствене радничке партије. Незадовољан радом Социјалистичке партије Југославије, исте године пришао је Комунистичкој партији Југославије.
На оснивачком конгресу Комунистичке партије Хрватске 1. и 2. августа 1937. године, на предлог Јосипа Броза, изабран је за члана Централног комитета КПХ. Крајем лета 1937, поновно је покренуо питање стварања легалне радничке партије, Странке радног народа. Био је на челу Главног иницијативног одбора странке, са седиштем у Загребу.
Више пута је хапшен и затваран, нпр. у новембру 1936. са још 23 лица. Након формирања владе Цветковић-Мачек 1939, Аџија је био интерниран у логор у Билећи. Био је пуштен, али је убрзо поновно ухапшен и затворен у затвор у Лепоглави, где је провео десет месеци. Ноћу 30/31. марта 1941, поновно је био ухапшен и затворен у затвору на Савској цести у Загребу, а затим пребачен у Керестинец.
Почетком Другог светског рата, усташе су у априлу 1941. преузеле логор за интернацију комуниста од југословенске жандармерије у Керестинцу, заједно са свим заточеницима. У знак одмазде за атентат на усташког агента, усташе су у парку Максимир стрељале скупину комуниста, међу којима и Аџију, 9. јула 1941. године.
Указом Председништва Антифашистичког већа народног ослобођења Југославије (АВНОЈ), 26. јула 1945. године, међу првим борцима Народноослободилачке војске, проглашен је за народног хероја.
Божидар Аџија се сматра зачетником марксистичке социологије у Југославији. У свом часопису Социјална мисао (1928 - 1933) објављивао је чланке социолошког садржаја. Његова књига Од Платона до Маркса (1929). први је приказ социјалних идеја у Југославији. Сарађивао је и у Социолошком друштву у Загребу.
По њему је назван Центар за образовање и културу „Божидарац”.

## Дела
- „Капитализам и социјализам", Загреб, (1920).
- „Међународна организација рада", Загреб, (1926).
- „Десет година руске револуције", Загреб, (1928).
- „Од Платона до Маркса", Загреб, (1929)[3]
- „Чланци и расправе", Загреб, 1952.
- „Избор чланака", Београд, 1961.